# Reza Mirkarimi
Reza Mirkarimi (en persa: رضا میرکریمی‎, Zanyán, 28 de enero de 1967) es un director de cine y guionista iraní. Inició su carrera en 1987 con el cortometraje For Him. Entre sus largometrajes destacan As Simple as That (2008), A Cube of Sugar (2011) y Daughter (2016).

## Filmografía

### Largometrajes
- 2000 - The Child and the Soldier
- 2001 - Under the Moonlight[3]
- 2002 - Here is a Shining Light
- 2005 - So Close, So Far
- 2008 - As Simple as That
- 2011 - A Cube of Sugar
- 2014 - Today
- 2016 - Daughter[2]

### Cortometrajes
- 1987 - For Him
- 1987 - A Rainy Day
- 1987 - Rooster

### Documentales
- 2006 - Iranian Carpet

### Series de televisión
- 1996 - The Adventures of Mrs. Aziz
- 1997 - Hemmat School Kids